# With Arms Wide Open
With Arms Wide Open är en låt av Creed, släppt som den fjärde och sista singeln från deras album Human Clay, från 1999. Scott Stapp skrev sångtexten när han fick reda på att han skulle bli en far. Hans son blev döpt till Jagger. "With Arms Wide Open" toppade Billboard Magazines Mainstream Rock Tracks lista i fyra veckor i juli 2000; en månad senare nådde den Topp 40 listan i USA. I september kungjordes det att Creed skulle släppa en begränsad-utgåva singel av "With Arms Wide Open" med några intäkter att understöda Scott Stapps With Arms Wide Open Foundation för att "Stödja Hälsosamma, Kärleksfulla Förhållanden Mellan Barn och deras Familjer". I oktober nådde låten topp 10:an och toppade Billboards Adult Top 40 lista i 8 veckor. Den nådde sedan Top 10:an på The Billboard Hot 100 på upplagan daterad 30 september 2000 och nådde därefter #1 på upplagan daterad 11 november i en vecka, och videon toppade VH1s topp 10:a. I februari 2001 vann Scott Stapp och Mark Tremonti en Grammy Award för Best Rock Song och bandet blev nominerade till Best Rock Vocal Performance by a Duo or Group för låten. Låten var rankad #4 på VH1:s 25 Greatest Power Ballads.

## Cover versioner
Staind gjorde en cover av den här låten. Parodier inkluderar "They'll Claw You Open," "When Bars Come Open," "With Blinds Wide Open," "With Legs Wide Open" bland andra.
Den norske komikern Kristian Valen spelade in en parodi av låten vid namn "My Mom's Wide Open". Den hade en musikvideo med en äldre kvinna springande runt i skogen naken.
Kristne komikern Tim Hawkins skrev en parodi av låten vid namn "My Arms Are Broken".